# Jänissaari (ö i Finland, Mellersta Finland, Joutsa, lat 61,76, long 26,24)
Jänissaari är en ö i Finland. Den ligger i sjön Suontee och i kommunen Joutsa i den ekonomiska regionen  Joutsa ekonomiska region  och landskapet Mellersta Finland, i den södra delen av landet, 190 km norr om huvudstaden Helsingfors. Öns area är 17,5 hektar och dess största längd är 1,1 kilometer i nord-sydlig riktning.